# Eric Braeden
Eric Braeden (născut Hans-Jörg Gudegast, 3 aprilie 1941, Bredenbek, Schleswig-Holstein, Germania) este un actor german-american cunoscut cel mai bine pentru interpretarea personajului Victor Newman din serialul Tânăr și neliniștit.